# Rest pause
Il rest pause, chiamato da alcuni ricercatori anche cluster, o High-intensity Interval Resistance Training (HIRT), è una tecnica speciale applicata nell'allenamento di resistenza (resistance training), specie nel body building e nel fitness.

## Definizione
Il rest pause è una tecnica cosiddetta ad alta intensità (HITM, High Intensity Training Method) che consiste nell'eseguire più ripetizioni di quanto non permette il raggiungimento del cedimento muscolare. Una volta giunti all'incapacità, viene riposto l'attrezzo terminando la serie e l'attività muscolare per 10-25 secondi. Trascorso questo breve periodo di tempo si torna ad eseguire l'esercizio con lo stesso carico per portare a termine ancora il massimo delle ripetizioni possibili raggiungendo il cedimento. Questa operazione, che può essere eseguita per due o tre volte, conta come una serie. Questo permette che, durante una serie, le ripetizioni totali portate a termine siano maggiori di quelle imposte dal carico. Supponendo ad esempio che si svolga un esercizio ad un'intensità dell'85% di 1RM, che in termini di ripetizioni massime equivalgono indicativamente a circa 6 RM, una volta raggiunto il cedimento alla 6ª ripetizione si interrompe l'attività per alcuni secondi (al massimo 25 circa), per poi tornare a svolgere ulteriori ripetizioni possibili. Ipotizzando di riuscire a terminare 2 ulteriori ripetizioni, ciò si traduce in 8 ripetizioni totali nella serie intervallata in Rest pause, ovvero più di quelle che sarebbero state permesse da quel carico (85% 1RM) durante una serie ininterrotta.
Esiste anche la variante del Rest pause scalato, la quale consiste in una riduzione del carico dopo la prima pausa tra le ripetizioni, in maniera da mantenere invariato, o comunque maggiore, il numero di ripetizioni a cedimento possibili, rivelandosi simile alla tecnica Mantieni Ripetizioni (MR). Questa variante, proprio grazie alla successiva riduzione dei carichi, riesce ad influire sul prolungamento delle ripetizioni e del Time Under Tension, inducendo possibili maggiori risposte ormonali e metaboliche.
Il Rest pause viene in genere indicato per essere applicato su esercizi con carichi elevati, e quindi serie ad alta intensità, per poter porre un particolare accento sullo sviluppo della forza oltre che sull'ipertrofia. Spesso infatti si suggerisce di portare a termine anche 2 o 3 ripetizioni nella prima fase della serie (quella che precede il primo breve intervallo), cioè un range di ripetizioni e di intensità adatto per sviluppare la forza massimale. Rispetto ad altre tecniche speciali utilizzate nei programmi di allenamento coi pesi mirate all'aumento dell'ipertrofia, il Rest pause sembra particolarmente adatto a sviluppare la forza massima, in quanto l'utilizzo di carichi pesanti (sempre se previsti nell'esercizio) implica un maggior reclutamento neuromuscolare, in particolare a carico delle fibre di tipo IIx (o IIb), il quale massimo reclutamento avviene ad intensità minime dell'80% di 1RM (circa 8 RM). Il Rest pause però si rivela come una tecnica molto versatile, infatti può essere impostata in svariate maniere variando l'intensità e il carico delle prime ripetizioni, oppure sulla durata dei brevi tempi di recupero. In questo modo è possibile incidere in maniera più o meno marcata sulla deplezione e reintegro dei fosfati, sulla produzione di lattato, o sul danno muscolare. Se si lavora con basse ripetizioni, ad esempio, può avere molti punti in comune con un protocollo di forza pura. Nel caso in cui le ripetizioni massime previste siano maggiori, la tecnica assume caratteristiche più affini ai protocolli tradizionali di ipertrofia, in quanto ciò impone un maggiore TUT, maggiore produzione di lattato, e maggiori incrementi del GH.
Il principio del Rest pause si basa sul fatto che dal 50 al 70% dei fosfati muscolari - ovvero adenosina trifosfato (ATP) e creatinfosfato (CP) - utilizzati durante l'esercizio, sarebbero reintegrati nei muscoli entro 20-30 secondi dal termine dell'attività muscolare. Superata questa tempistica, è possibile continuare la serie precedente eseguendo qualche ripetizione aggiuntiva con lo stesso peso. Il metodo può essere bene applicato su esercizi adatti per l'alta intensità, come le distensioni su panca. In generale si sconsiglia di applicare il Rest pause troppo frequentemente per prevenire infortuni e i sintomi del sovrallenamento. Per questo motivo la tecnica andrebbe utilizzata solo in una serie dell'allenamento e non più di una volta a settimana.

## Fisiologia: i tempi di recupero e il ripristino dei fosfati
Poco dopo lo sforzo intenso, seguono diversi minuti in cui il ritmo respiratorio subisce un significativo aumento. L'ossigeno (O2) viene assunto in maggiore quantità e viene impiegato tramite via aerobica per produrre maggiori quantità di adenosina trifosfato (ATP). Una parte di questo ATP viene immediatamente scisso in adenosina difosfato (ADP) e fosfato (P), e l'energia liberata è impiegata per ricombinare il gruppo fosfato con la creatina a riformare la fosfocreatina (PC). Parte dell'eccesso di ATP viene semplicemente accumulato nei muscoli. Questo accumulo di scorte di fosfati (ATP e CP) avviene in diversi minuti. Questa parte del EPOC viene considerata la porzione alattacida del debito di ossigeno. L'emitivita della porzione alattacida del debito di ossigeno è stata stimata essere approssimativamente tra i 20 secondi e 36 e 48 secondi. Emivita significa che all'interno di questo periodo di tempo il 50% o metà del debito alattacido è ripagata. Quindi tra i 20 e i 48 secondi, il 50% dei fosfati muscolari (ATP e CP) sono ridepositati; da 40 a 96 secondi ne viene ricostituito il 75%; tra 60 e 144 secondi viene ricostituito l'87%. Perciò approssimativamente tra 3 e 4 minuti la maggior parte dell'ATP e CP intramuscolare depletato viene ricostituito. Se, come avviene durante l'applicazione della tecnica del Rest pause, l'attività muscolare riprende durante la porzione alattacida del debito di ossigeno, la ricostituzione intramuscolare di ATP e CP verrà completata in più tempo. Questo perché parte dell'ATP generata tramite fonti aerobiche deve essere impiegata per fornire energia per permettere di svolgere nuovamente l'attività muscolare. La tecnica del Rest pause in definitiva si pone come obiettivo quello di permettere un breve riposo al termine di una serie ad alta intensità in cui i substrati energetici principalmente impiegati sono i fosfati muscolari (sistema anaerobico alattacido), giusto il tempo necessario (15-25 secondi) per poter permettere che una parte dei fosfati stessi siano ricostituiti entro questi tempi precisi. In realtà 10-25 secondi potrebbero permettere un recupero dei fosfati mediamente inferiori al 50%, così da impedire di poter riacquisire la forza necessaria per terminare lo stesso numero di ripetizioni della serie precedente. Non a caso i tempi di recupero previsti tra le serie ad alta intensità si aggirano come minimo attorno ai 3 minuti per fare in modo che la forza non subisca un decremento con l'andamento delle serie, ed è chiaro che pochi secondi, o comunque meno di 3 minuti di recupero, non possano in alcun modo garantire che la forza venga mantenuta nelle successive ripetizioni che verranno portate a termine. Si tratta di un metodo concepito per essere applicato soprattutto nell'esercizio ad alta e media intensità, in cui il sistema energetico preponderante è quello alattacido, in modo da poter stressare il muscolo oltre il limite imposto dall'esaurimento transitorio dei fosfati, e quindi superare l'ostacolo del cedimento muscolare.

## La ricerca
Haff et al. (2003) studiarono gli effetti del Rest pause (che nello studio venne chiamato Cluster) su pesisti olimpici e altri soggetti praticanti atletica leggera. Compararono la tecnica con il metodo tradizionale, rilevando che il Cluster (impostato con 30 secondi di pausa tra le serie) portava ad un maggiore sviluppo della forza esplosiva durante una serie da 5 ripetizioni.
Paoli et al. (2004) esaminarono gli effetti del Rest pause comparandolo con la tecnica dello stretch contrastato (SC) e con l'allenamento coi pesi tradizionale. 12 atleti sono stati divisi in 3 gruppi da 4. I 3 gruppi testavano 3 metodologie di allenamento diverse.
- il primo gruppo eseguiva la tecnica dello stretch contrastato: una volta raggiunto il cedimento muscolare, si manteneva una contrazione isometrica in massimo stiramento fino a 15-20 secondi;
- il secondo gruppo eseguiva il Rest Pause (RP) con 2 serie da 6 ripetizioni, a seguire 20 secondi di recupero, massimo numero di ripetizioni possibili, 20 secondi di recupero, un calo del 10% del carico, e ancora massimo numero di ripetizioni possibili;
- il terzo gruppo svolgeva un allenamento coi pesi tradizionale (AT, Allenamento Tradizionale) con 4 serie a cedimento al 70% 1RM;

I valori di grasso corporeo e di massa muscolare dei soggetti erano sovrapponibili alla partenza. Questi eseguivano da 2 a 3 sessioni di allenamento settimanali. Le schede di allenamento dei tre gruppi si differenziavano per la presenza di un esercizio eseguito con una delle tre metodiche ad ogni sessione, mentre gli altri esercizi venivano eseguiti da tutti i 3 gruppi con la tecnica del Mantieni Peso (MP). Dopo 7 settimane, il gruppo che applicava la tecnica dello Stretch Contrastato (SC) mostrò un maggiore incremento della massa muscolare significativo rispetto al gruppo AT e RP, mentre la percentuale di grasso non ha mostrato variazioni significative tra i 3 gruppi. Il gruppo RP dimostrò un significativo calo della percentuale di grasso rispetto agli altri 2 gruppi, e un maggiore incremento della massa muscolare rispetto al gruppo AT. I risultati dimostratono che la tecnica del Rest pause riesce a stimolare una maggiore crescita muscolare e una maggiore riduzione del grasso corporeo rispetto al metodo tradizionale.
Iglesias et al. (2010) compararono la tecnica del Rest-pause (anche in questo caso denominata Cluster) e la serie tradizionale. Il vero obiettivo era quello di individuare le correlazioni tra l'intensità relativa come la percentuale del carico massimale (% 1-RM, da 1-repetition maximum), vista la deduzione che esercizi diversi potessero permettere un diverso numero di ripetizioni massime a parità di percentuale di carico. Tredici soggetti maschi vennero presi come oggetto del test, a cui vennero prescritte 3 diverse modalità di Resistance training sugli esercizi del curl per bicipiti e le distensioni su panca piana, rispettivamente con, una ripetizione massimale al 100% 1-RM, il Rest-pause (Cluster, con 30 secondi di pausa tra le ripetizioni) al 90% 1-RM, e una normale serie a cedimento al 70% 1-RM. Il numero di ripetizioni massime a parità di intensità durante la serie normale al 70% 1-RM e nella serie con Rest-pause al 90% 1-RM era più bassa nel curl rispetto alla panca piana. I ricercatori consigliarono la valutazione delle ripetizioni massime (RM) piuttosto che della % di 1-RM per monitorare l'allenamento. Ciò che interessa riguardo al Rest-pause, era che i ricercatori consigliarono la sua applicazione negli esercizi per la parte superiore del corpo per stabilire il dato delle ripetizioni massime con un determinato carico (RM), ma anche per un allenamento per la parte superiore mirato allo sviluppo della resistenza (endurance) muscolare con carichi ad alta intensità (90% 1-RM), poiché è sembrato un approccio efficace da applicare nelle sessioni di allenamento con volumi maggiori. Questo potrebbe essere un approccio interessante per gli sport come il wrestling o il sollevamento pesi.
Paoli et al. (2010) esaminarono nuovamente gli effetti del Rest pause sul dimagrimento. Questa volta la tecnica venne introdotta all'interno di un protocollo Aerobic Circuit Training ad alta intensità, e ne vennero comparati gli effetti con un protocollo Aerobic Circuit training a bassa intensità e un allenamento di endurance. I ricercatori conclusero che il Circuit training aerobico ad alta intensità era più efficace del solo esercizio di endurance e del Aerobic Circuit training a bassa intensità nel migliorare la composizione corporea e quindi il dimagrimento. Inoltre venne rilevato un aumento della forza significativamente maggiore rispetto al tradizionale Circuit training. I ricercatori riconobbero le cause di questa reazione in un maggiore aumento del EPOC (dispendio energetico nel post-allenamento), e ad un maggiore aumento dei livelli di GH (ormone lipolitico), era dovuta allo stimolo di tipo maggiormente lattacido glicolitico. In questo caso però è stato difficile stabilire il contributo del Rest-pause sui risultati favorevoli nel protocollo ad alta intensità, perché non era l'unica variabile, e perché il protocollo stesso non faceva riferimento al Resistance training tradizionale ma a un protocollo misto aerobico/anaerobico.
In un'ulteriore ricerca di Paoli et al. (2011) venne confrontato il Rest pause con il sistema piramidale. Venne osservato che in realtà vi è una maggiore componente lattacida in quest'ultima tecnica rispetto al Rest pause, mentre quest'ultimo mostrava maggiori indici di danno muscolare (CK ematica). Effettivamente il lattato incrementa in proporzione ad una maggiore durata della serie (Time Under Tension), e a minori tempi di recupero, e il Sistema piramidale per caratteristica impone un Time Under Tension tendenzialmente maggiore rispetto al Rest pause, soprattutto se quest'ultimo viene svolto ad alta intensità e senza scalare il carico. Gli studiosi conclusero che le cause dell'aumento del metabolismo erano dovute ad un aumento della sintesi proteica e ai meccanismi di riparazione del danno muscolare, piuttosto che alla componente lattacida e ormonale.
La stessa équipe di Paoli (2012) compararono gli effetti del allenamento in Rest pause e del normale Resistance trining sull'incremento del dispendio energetico a riposo (REE) e il tasso respiratorio (RR) nelle 22 ore post-esercizio. Diciassette maschi allenati praticarono in due occasioni differenti l'allenamento in Rest pause o l'allenamento tradizionale. Il Rest-pause era impostato con 6 ripetizioni, 6 secondi di pausa, 2/3 ripetizioni, 20 secondi di pausa, 2/3 ripetizioni, e tempi di recupero di 2' 30", praticato su 3 esercizi per un totale di 7 serie. L'allenamento tradizionale consisteva in 8 esercizi da 4 serie da 8-12 ripetizioni con 1/2 minuti di pausa per un totale di 32 serie. L'allenamento in Rest-pause mostrò un maggiore e significativo incremento del dispendio energetico a riposo a 22 ore post-esercizio. I ricercatori conclusero che le sessioni più brevi in Rest-pause possono aumentare il dispendio energetico a riposo dopo l'esercizio a un grado maggiore rispetto al normale Resistance training ad alto volume, e può ridurre il tasso respiratorio migliorando di conseguenza l'ossidazione di grasso.

### Conclusioni
Le ricerche sul rest-pause suggeriscono che possa risultare un metodo efficace per sviluppare una maggiore forza esplosiva, una maggiore endurance muscolare, una maggiore ipertrofia muscolare, un maggiore dispendio energetico post-allenamento (EPOC), un maggiore dimagrimento, e un elevato danno muscolare rispetto ai metodi tradizionali o ad altre tecniche speciali. Il rest pause tenderebbe a stimolare una minore elevazione dei livelli di lattato, e quindi di GH (secreto in proporzione ai livelli di lattato) a parità di Time Under Tension, se paragonato con una serie continuata, ad esempio di endurance muscolare a bassa intensità, a causa della pausa consistente tra le ripetizioni, che al contrario non è prevista in una serie tradizionale. L'interruzione che intercorre tra il primo e il secondo gruppo di ripetizioni durante la serie in rest-pause infatti interrompe la predominanza del metabolismo anaerobico a favore di quello aerobico, incidendo su una riduzione, o una mancata elevazione, dei livelli di lattato. Non a caso alcune ricerche segnalano che un maggiore stress metabolico, in cui sono coinvolte molecole come lattato, GH, e catecolammine, sia maggiore con pause più brevi tra le serie. Anche se queste evidenze non analizzavano il rest-pause, lasciano intendere che delle pause tra una serie portino ad uno stress metabolico relativamente inferiore in proporzione alla loro durata. Naturalmente, nel caso il rest-pause venga praticato con carichi ad alta intensità e quindi basse ripetizioni, la risposta del lattato sarebbe in ogni casi irrilevante a causa del TUT molto breve e della prevalenza del metabolismo anaerobico alattacido (ATP-CP) a scapito di quello lattacido. Il rest-pause però potrebbe essere introdotto anche in una serie o a moderata (65-75% 1-RM) o a bassa intensità (<65% 1-RM), col fine di migliorare la capacità di endurance muscolare, nonché aumentare i livelli di lattato e la tolleranza lattacida rispetto ad una serie tradizionale.

## Altre tecniche diresistance training
- Super set
- Tri set
- Set gigante
- Stretch contrastato
- Stripping
- Ripetizioni eccentriche
- Ripetizioni forzate
- Ripetizioni negative
- Ripetizioni parziali
- Cheating
- Super slow
- Peak contraction
- Doppio impatto
- Blocco circolatorio
- Serie a 21
- Sistema piramidale
- Mantieni Peso (MP)
- Mantieni Ripetizioni (MR)
- Lock-out
- Cedimento muscolare